# Adelbert von Tobold

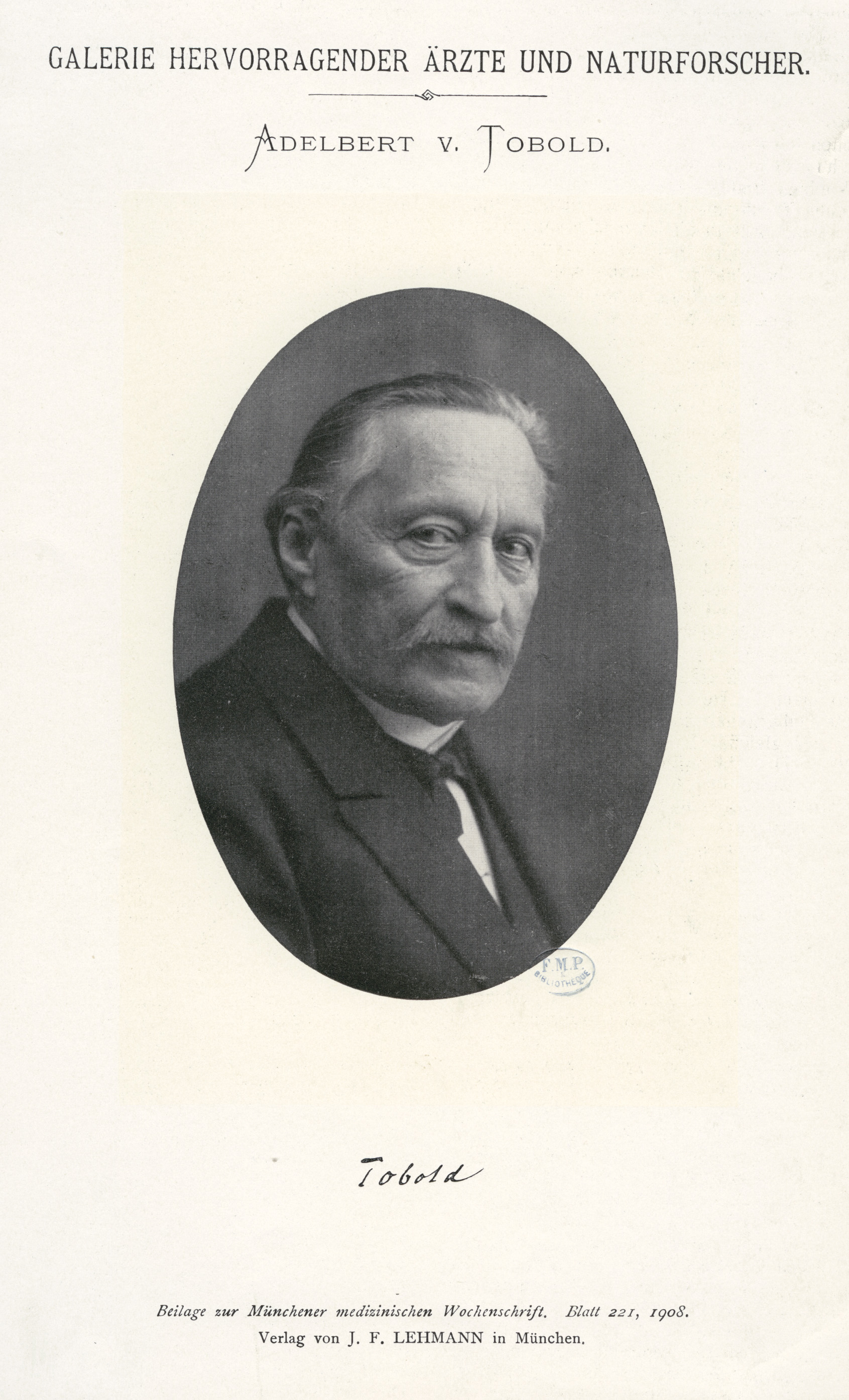
Adelbert von Tobold

Adelbert Augustus Oscar Tobold, auch Adalbert, seit 1907 von Tobold (* 22. November 1827 in Flatow; † 1907 in Berlin) war ein deutscher Mediziner (Laryngologie).

## Leben
Tobold studierte an der Universität Berlin, wo er 1855 promoviert wurde, 1854 Assistent von Bernhard von Langenbeck war und sich auf Laryngologie, Rhinologie (Nasenheilkunde) und Pathologie der Lungen spezialisierte. 1865 habilitierte er sich in Berlin und wurde Privatdozent. Er war Geheimer Sanitätsrat und später außerordentlicher Professor in Berlin.
Er war in die Behandlung des Krebsleidens von Kaiser Friedrich III. involviert. Am 22. November 1907 wurde er in den erblichen preußischen Adelsstand erhoben.
Für Unterrichtszwecke ließ er plastische Darstellungen des Kehlkopfs und seiner Krankheiten herstellen und erfand Instrumente und Beleuchtungsapparate für die Laryngoskopie. Als Erster entfernte er Kehlkopfgeschwülste operativ vom Mund aus.
Sein Sohn Bernhard von Tobold war Militärarzt in Berlin.

## Schriften
- Herausgeber: Lehrbuch der Laryngoskopie, Berlin 1863
- Die Chronischen Kehlkopfkrankheiten, Berlin 1866
- Laryngoskopie der Kehlkopfskrankheiten, 4. Auflage 1874
- Beiträge zu Albert Eulenburgs Real-Encyclopädie der gesammten Heilkunde. Erste Auflage.
  - Band 1 (1880) (Digitalisat), S. 451–455: Aphonie
  - Band 4 (1880) (Digitalisat), S. 191–192: Diphtonie
  - Band 8 (1881) (Digitalisat), S. 53–62: Larynxcatarrh; S. 62–72: Larynxgeschwülste; S. 80–86: Larynxtuberkulose
  - Band 10 (1882) (Digitalisat), S. 23–28: Oedema laryngis; S. 470–474: Perichondritis und Chondritis laryngea
  - Band 13 (1883) (Digitalisat), S. 149–159: Stimmbandlähmungen